# Хришћанска етика
Хришћанска етика је део етике који је прожет хришћанским погледом на живот. Она није скуп правила, већ показатељ учествовања у божанском животу. Христове заповести човеку откривају божански етос и негују етику сагласну са Богом. Христос је пуноћа Закона и Пророка, и Христово јеванђеље је допуна и давалац смисла етици и социјалном учењу Старог завета. Циљ етике је да помогне човеку у суочавању са етичким проблемима, обликовању правила понашања, као и да га усмери ка иправном избору. Мандазирис пише у својој књизи „Хришћанска етика“ да човек није створен ради етике, већ етика ради човека. Међутим, човек наше епохе одстранио је етику од свакодневног живота, и сада је потребно да је се поново сети и врати јој улогу коју је увек имала, а не да створи нову етику.

## Етика
Етика, као појам и наука, потиче још из времена античких Хелена, а етимолошки произлази из речи «итос», проширене варијанте речи «етос». Један од највећих филозофа класичног периода Грчке историје, Аристотел, о етичкој врлини пише да «настаје навиком, од које потиче и само њено име, настало малом изменом речи навика». Навика се формира кроз време и уобличава човеково етичко понашање, она образује устаљена понашања. Постоје добре и лоше навике, а критеријум за одређивање њихових вредности су јавна одобравања или неодобравања. Можемо приметити да без етичког промишљања о некој појави људи исту прихватају или не, узевши за једини параметар «глас народа» или боље речено «То сви (не) раде!» У старој хеленској књижевности реч «етика» имала је функцију епитета, тада се користила у множини и означавала је начин обитавања животиња и људи. Ипак, када се «етос» користила у једнини подразумевала је човеков однос са богом или његов унутрашњи карактер и начин понашања у складу са навикама. Хераклит, филозоф предсократовског раздобља, говорио је да је етос за човека божанска сила која се исказују унутар њега. Човечански етос не поседује знање, док га божански поседује, из тог разлога значење и мера етоса припада богу.

## Хришћанство
У Новом Завету се не користи сам појам «етоса», већ се под њим углавном подразумева обичај или општеважећи закон. Иако се «етос» не јавља у хришћанској књижевности, најранији хришћански писци су користили овај појам преузимајући га из хеленске филозофије, а у сврху изражавања усмерења и начина живота хришћана. Свети Климент Александријски, филозоф и богослов из другог века нове ере, термин «етика» користи у вези са хришћанским учењем љубави. Према његовим речима «беспочетни Бог, који је почетак свих ствари, као суштина представља начело природног света, као љубав представља начело етике, и као ум представља начело логике и хришћанског мишљења». У хришћанској књижевности се за означавање појма етике користе разни синоними, више у складу са језиком цркве, попут «ходање у светлости» или «живот у Христу», који прецизније говоре о хришћанскј етици. Морално у етици хришћанства јесте учешће у животу цркве. Етика као појам и наука стоје на одстојању од свог циља или своје суштине. Док етос поседује личности, наука о етосу – етика не може се поседовати, она логички промишља о свом објекту, изван њега самог.
Један од основних етичких проблема тиче се њеног односа са религијом, који се поставља и анализира још у Платоновом дијалогу «Евтифрон», а касније разрађује у «Критону». У другом поменутом дијалогу Сократ обраћајући се Критону говори: «не чини неправду ни у којем смислу; друго, не чини неправду ни оном који ти је неправду учинио; и, најзад, треће, никад не враћај зло за зло». Етика Хришћана може се сагледати кроз прве стихове Јеванђеља по Јовану: У почетку беше Логос, и Логос беше у Бога, и Логос беше Бог. Он беше у почетку у Бога. Све кроз њега постаде, и без њега ништа не постаде шта је постало. Хришћанска етика подразумева апсолутну веру у Христа, с једне стране, и обликовање савести у складу са његовим заповестима, с друге. Тако, хришћански етички принцип свој темељ проналазе у традицији, али се њихова примена врши у складу са данашњим временом давањем потпуне слободе индивидуи у извршењу поменутих заповести или закона. Хришћанин треба да се саобрази са Христом живећи и радећи према његовим речима, с тим у вези, циљ хришћанске етике је у онтолошком преображају човека у личност која иконизује свог Творца.(57) У Христовој личности објављује се истина човековог постојања и етоса, он себе приноси као жртву како би други живели, завршивши свој живот речима «Опрости им, Оче, не знају шта чине». У овој његовој реченици, или молби, огледа се читава Хришћанска етика, етика љубави.

## Историја

### Стари век
Стари век хришћанства био је обележен учесталим прогонима Цркве од стране римских власти. Етика тадашњих хришћана била је у знаку ишчекивања скорог доласка Господа Христа и свршетка света. Најзнаменитије обележје ранохришћанског духовног живота је етика мучеништва, које је представљало потпуно сведочење православне вере. Мученичко пострадање је одговор верних на питање шта сматрају извором и циљем свог постојања. По речима општих црквених химни посвећеним светим мученицима, њихова смрт је заправо победа над непријатељем, над оним који их је наводио на одрицање од Христа. Овоземаљски живот су живели „у Христу“, а у небеском бивствују са њим самим.

### Средњи век
У средњовековном хришћанству биле су уочљиве две различите цивилизацијске тенденције. Црква на Западу била је административно уређенија, али заснована на принципима световних институција. Хришћанска етика је представљала скуп норми и правила која је требало испуњавати у циљу спасења. Морал је одређивао услове за осуду грешника, односно за опроштај његових преступа. На Истоку је, пак, ситуација била значајно другачија. Овде се етика хришћана заснивала на више филозофском односу људи према животу, а хришћанство се поистовећивало са Литургијом Цркве. Док се код западних хришћана осећала тежња ка стварању моћне црквене државе, на Истоку су тежили стварању црквене јединствености од државе и друштва.

### Нови век
Нови век европске историје био је обележен сталним сукобима римокатоличког и протестантског хришћанства за световну превласт, док су се православни хришћани, мање или више успешно, сналазили између ових праваца. 
У новијој историји римокатоличке цркве настају нова догматска схватања, што резултира настанком другачије организације Цркве, а с тим и појаве централне личности, римског духовног поглавара – папе. Његова функција, осим управљања, подразумева и додељивање заслуга и опроштај грехова верном народу. То не чуди ако имамо у виду да је етика римокатоличких хришћана усмерена на спасење као човекову личну корист.
Протестантизам је настао као реакција на насиље римокатоличких црквених вођа, али ни реформатори овог покрета нису били потпуно имуни на коришћење силе, већ су се ослањали на власт локалних поглавара. Услед вишевековних верских ратова дошло је до јачања атеизма на простору европског континента. Тако је тежиште утицаја са црквене власти пренето на елиту универзитетских професора, поглавара новог доба. 
У многим европским државама православни хришћани били су мањина, те су своја схватања прилагођавали римокатоличком или протестантском утицају. У зависности од средине у којој је била већина једна од ове две вероисповести, православни хришћани су своје учење моделовали према томе. Под влашћу римокатолика били су наклоњени хришћанском индувидуализму, док су под утицајем протестантске већине нагињали ка римокатоличким колективистичким формама. Криза православља уочена је и на литургијском и на богословском нивоу, тако да Православној цркви и данас предстоји двоструки задатак: богословска критика литургијског живота и литургијска критика богословља.
Хришћанска етика се бави многим темама из живота хришћана, а говорити о свима њима превазишло би оквире овог семинарсокг рада. Из тог разлога, за ову прилику сам одлучила да се детаљније позабавим питањима везаним за брак, породицу и васпитање деце према принципима хришћанства.

## Брак и породица
Брак је једна од „великих хришћанских тајни“, а подразумева сједињавање мушкарца и жене у „једно тело“. У хришћанском животу, он се дефинише као заједница мужа и жене, уговорена у складу са законом. Садржај хришћанског брака је тајна љубави мушкарца и жене који добијају благослов Цркве за заједничко литургијско учешће. Обред венчања је посебан вид склапања брака, подразумева сагласност оба супружника, а врши се пред сведоцима (кумовима). Овом приликом они се заветују на верност једно другом до краја живота. Брак може бити прекинут под одређеним условима, дозвљено је и ступање у нови брак, али Црква, иако то дозвољава, не подстиче на ове чинове. Рађање деце представља плод сједињења супружника и њихово директно учешће у Божијем стваралачком делу. Ступањем двоје људи у брак и њиховим „одбацивањем“ оца и мајке настаје породица, а њено „ми“ се шири добијањем детета или деце. Породица се не може формално дефинисати, не чине је људи истих интересовања, нити истог животног доба, већ она почива на љубави мужа и жене и међусобној љубави родитеља и деце. Разлика између романтичне и породичне љубави јесте у томе што она не тражи било какво објашњење или исказивање речима. (Софија Колумзин, Наша црква и наша деца)
Као и свако доба, ново доба има своје тековине, а једна од њих јесте проблем родне равноправности на коме се инсистира још од шездесетих година прошлог века, а тиче се и односа супружника у браку. Еманципација жена довела је до настанка кризе у породици, са чим се Црква није у потпуности помирила, али не инсистира на животу и односима који су заступњени у Новом завету Светог писма, већ на његовом тумачењу и примењивању у новонасталим условима. Жена се више не сматра инфериорном у односу на мушкарца, али се од ње очекује да буде брижна супруга и мајка, а мушкарчева улога се сагледава много дубље и деликатније у односу на његову функцију у патријархалном уређењу. 
У савременом добу, односно у неколико последњих деценија прошлог века, дешава се „сексуална револуција“ која је донела нови однос друштва према некадашњој табу теми, а исто тако и навела Цркву да успостави однос према општењу пара пре ступања у брак и у самом браку. Богослови нашег времена се труде да апостолске каноне примене на данашњицу, те одговоре на питања у вези са овом проблематиком не могу извести као општа, већ их прилагођавају одређеној ситуацији. Из тог разлога наилазимо на различита мишљења или тумачења црквених канона, што није могао бити случај у добу у коме се сексуалност сматрала табуом.

### Васпитање деце
За развој породице у духу хришћанства важно је васпитати дете на принципима хришћанске етике. Оно у породици обликује своју веру, поштовање или презир према људима, и тако развија дух солидарности и индивидуализма. Познато је да деца највише уче угледајући се на старије од себе, зато је веома важно да родитељи речима и саветима, као и својим примером, дете изведу на прави пут. За васпитање и духовно сазревање детета неопходан је и ауторитет. Ауторит није сила већ истина која уверава, а ослања се на љубав и служење. Постављање ауторитета и његово поштовање учи једној од најважнијих хришћанских врлина – послушању. Дечије прихватање ауторитета постиже се показивањем родитељске љубави и разумевања. Васпитању детета значајно доприноси његово присуство богослужењу и причешће „телом и крвљу Христовом“, чиме он успоставља директу везу са Богом. Заједничко учешће целе подорице у животу Цркве утиче на све снажнију везу међу члановима и ширење међусобне љубави.

### Однос према вештачкој оплодњи
У новије доба долази до многих проблема у породици, почевши од самог ступања у брак и немогућности добијања детета. Једна од данас најчешће примењиваних метода у решавању овог проблема јесте вештачка оплодња, према којој Црква има врло јасан став.
Технологија вештачке оплодње заснована је на људском управљању ембрионалне грађе када постоји нека врста стерилитета мушкара или жене тј. неспособности природног зачећа. Постоје методе оплођивањем семена даваоца или мужа, и методе вантелесне оплодње и усађивања ембриона у материцу жене. Хришћански приступ поставља неколико питања везаних за услове њеног спровођења. У случајевима усађивања семене водице долази до уништавања „сувишних ембриона“, које хришћани сматрају живим бићима и носиоцима људског идентитета. Оплодња неудате жене противи се интересима да дете расте у потпуној породици. Такође, није морално допустив чин вештачке оплодње уколико није уз сагласност и учешће мужа. Једини начин који допушта хришћанство јесте вештачка оплодња жене семеном њеног мужа.